# فیلتر خطی
فیلترهای خطی سیگنال‌های ورودی متغیر با زمان را پردازش می‌کنند تا سیگنال‌های خروجی که در قید رابطه خطی هستند،تولید کنند. این نتایج مربوط به سیستم‌هایی است که فقط از اجزائی (یا الگوریتم های دیجیتال) تشکیل شده‌اند که دارای پاسخ خطی هستند. اکثر فیلترهایی که در الکترونیک آنالوگ، پردازش سیگنال دیجیتال یا در سیستم‌های مکانیکی پیاده سازی می‌شوند، علّی ، تغییرناپذیر با زمان و خطی طبقه بندی می شوند. 
مفهوم کلی فیلترینگ خطی همچنین در آمار ، تجزیه و تحلیل داده ها و مهندسی مکانیک از جمله زمینه‌ها و فناوری‌های دیگر مورد استفاده قرار می‌گیرد و شامل فیلترهای غیرعلی و فیلترهایی در بیش از یک بعد (مانند فیلترهای به کار رفته درپردازش تصویر) می‌شود؛ آن فیلترها در معرض محدودیت‌های متفاوتی هستند که به روش‌های طراحی متفاوت منجر می‌شود. 

## پاسخ ضربه و تابع تبدیل
یک فیلتر خطی تغییرناپذیر با زمان (LTI) می تواند به طور یکتا توسط پاسخ ضربه اش (h) مشخص شود و خروجی هر فیلتر از نظر ریاضی به صورتکانولوشن ورودی با آن پاسخ ضربه بیان می‌شود. پاسخ فرکانسی برگرفته از  تابع تبدیل فیلتر{\displaystyle H(\omega )}، توصیفی تناوبی از فیلتر است. تحقق پاسخ فرکانسی خاصی، یعنی مقدار تابع انتقال، از اهداف طراحی فیلتر معمولی است؛ اهمیت فاز تابع تبدیل متناسب با کاربرد تغییر می‌کند، به این ترتیب که شکل موج در فرآیند دست‌یابی به پاسخ مطلوب (دامنه) می‌تواند به میزان کوچک یا بزرگی در حوزه فرکانس انحراف یابد. پاسخ فرکانسی ممکن است برای مثال، برای حذف اجزای ناخواسته فرکانسی از یک سیگنال ورودی یا برای محدود کردن تقویت‌کننده به سیگنال‌هایی در یک باند فرکانسی خاص، مناسب باشد. 
پاسخ ضربه h یک فیلتر علّی تغییرناپذیر با زمان خطی، خروجی فیلتر را برای یک ورودی متشکل از سیگنال ضربه که در زمان صفر تولید می‌کند، مشخص می‌کند. یک ضربه در یک فیلتر پیوسته‌زمان به معنی یک تابع دلتا دیراک است؛ درفیلتر زمان گسسته ، تابع دلتا کرونکر به کار می‌رود. پاسخ ضربه به طور کامل پاسخ هر فیلتری را توصیف می‌کند، از آن‌جاییکه هر سیگنال محتمل ورودی، می‌تواند به عنوان احتمالا بی نهایت ترکیب وزن‌دار از توابع دلتا بیان شود. با ورود توابع دلتا، پاسخ ضربه در زمان شیفت می‌یابد و در بزرگی هر کدام از توابع دلتا ضرب می‌شود. با جمع کردن این پاسخ‌ها با هم (با توجه به اصل برهم‌نهی ، قابل اجرا برای تمام سیستم‌های خطی)، شکل موج خروجی حاصل می‌شود. 
از نظر ریاضی این به صورت کانولوشن سیگنال ورودی متغیر با زمان با پاسخ ضربه فیلتر توصیف می‌شود.    
شکل اول، شکل زمان پیوسته است که به عنوان مثال، سیستم‌های الکترونیک آنالوگ و مکانیکی را توصیف می‌کند. معادله دوم ورژن زمان گسسته است که برای مثال، توسط فیلترهای دیجیتالی که در نرم افزار اجرا می‌شوند و پردازش سیگنال دیجیتال نامیده می‌شود،به کار می‌رود. پاسخ ضربه h به طور کامل هر فیلتر تغییرناپذیر با زمان خطی را توصیف می‌کند (یا تغییرناپذیر با شیفت در حالت زمان گسسته). گفته می‌شود ورودی x با پاسخ ضربه h در طول دوره تناوب T (یا دوره نمونه گیری N ) " کانوالو " می‌شود. 
طراحی فیلتر شامل یافتن یک تابع تبدیل احتمالی می باشد که می تواند در محدودیت‌های عملی خاصی که توسط تکنولوژی یا پیچیدگی مطلوب سیستم تعیین می‌شود، اجرا شود و به دنبال آن یک طراحی عملی است که این تابع تبدیل را با استفاده از تکنولوژی انتخاب شده، تحقق می‌بخشد. پیچیدگی یک فیلتر ممکن است مطابق با درجه فیلتر مشخص شود. 
در میان فیلترهای حوزه زمان که مطرح می کنیم، دو نوع کلی توابع تبدیل فیلتر وجود دارد که می توانند پاسخ فرکانسی مطلوب را تقریب زنند. روش‌های بسیار متفاوت ریاضی برای طراحی فیلترهایی با پاسخ ضربه بی نهایت (IIR) به کار می‌رود، مشخصه سیستم های مکانیکی و الکترونیک آنالوگ و فیلترهایی با پاسخ ضربه محدود (FIR) که توسط سیستم های زمان گسسته مانند رایانه‌ها (که بعدها پردازش سیگنال دیجیتال نامیده می شوند) اجرا می‌شوند. 